# Calumma capuroni
Calumma capuroni este o specie de cameleoni din genul Calumma, familia Chamaeleonidae, descrisă de Brygoo, Blanc și Charles A. Domergue în anul 1972. A fost clasificată de IUCN ca specie vulnerabilă. Conform Catalogue of Life specia Calumma capuroni nu are subspecii cunoscute.